# نهر نيبيان
نهر نيبيان (بالإنجليزية: Nepean River)‏: هو نهر يوجد في المنطقة الساحلية من نيو ساوث ويلز، أستراليا.
منابع نهر نيبيان بالقرب روبرتسون، على بعد نحو 100 كيلومترا إلى الجنوب من سيدني وعلى بعد 15 كيلومترا من الساحل. النهر يتدفق شمالاً عبر منطقة غير مأهولة بمستجمعات المياه إلى سد نيبيان الذي يمد المياه لسيدني. في شمال السد، يشكل النهر الطرف الغربي لحوض سيدني، ويسير النهر عبر مدينتي كامدن Camden وبينريث Penrith، بالقرب من بينريث ينضم النهر إلى نهر Warragamba. تحديداً شمال بينريث، عند تقاطع نهرغروس Grose وبالقرب من Yarramundi، ساعتها نيبيان يصبح نهر Hawkesbury.
هناك 11 السدود الواقعة على نهر نيبيان التي تنظم بصورة ملحوظة من تدفق المياه.
مترجم من Nepean River